# Ħaż-Żebbuġ
Ne doit pas être confondu avec Żebbuġ (Gozo).
Ħaż-Żebbuġ, connue aussi comme Żebbuġ, est un petit village au centre de Malte dont le nom signifie olivier. Avec l'élection comme grand-maître de l'ordre de Saint-Jean de Jérusalem de Emmanuel Marie-des-Neiges de Rohan-Polduc en 1775 et la construction de l'arc de Rohan (en) en 1776 la ville prend le nom de Città Rohan.

## Paroisse

### Église
L'église paroissiale construite entre 1599 et 1660 est dédiée à saint Philippe. Cette église est attribuée à Ġlormu Cassar (1520-1592) ou à son fils Vittorio Cassar (1550-1607). Son portail est inspiré de celui de la co-cathédrale Saint-Jean de La Valette, chef-d’œuvre de Gerolamo Cassar. L'église recèle des œuvres de Guido Reni (1575-1642) : Notre-Dame de Grâce (attribué) ; de Gian Nicola Buhagiar (1698-1752) : Notre-Dame de la Charité avec ses parents, saint Barthélemy, saint Paul et sainte Catherine et les cérémonies de réception de la relique de saint Philippe d'Aggira le 25 mars 1723 ; de Antoine Favray (1706-1798) : l'Immaculée Conception avec saint Jean-Baptiste ; de Antoine Favray et Vicenzo Francesco Zahra (1710-1773) : l'ordination de saint Philippe d'Aggira (1753) et la mort de saint Philippe d'Aggira ; de Rocco Buhagiar (1725-1805) : Notre-Dame de la Ceinture.

## Patrimoine et culture

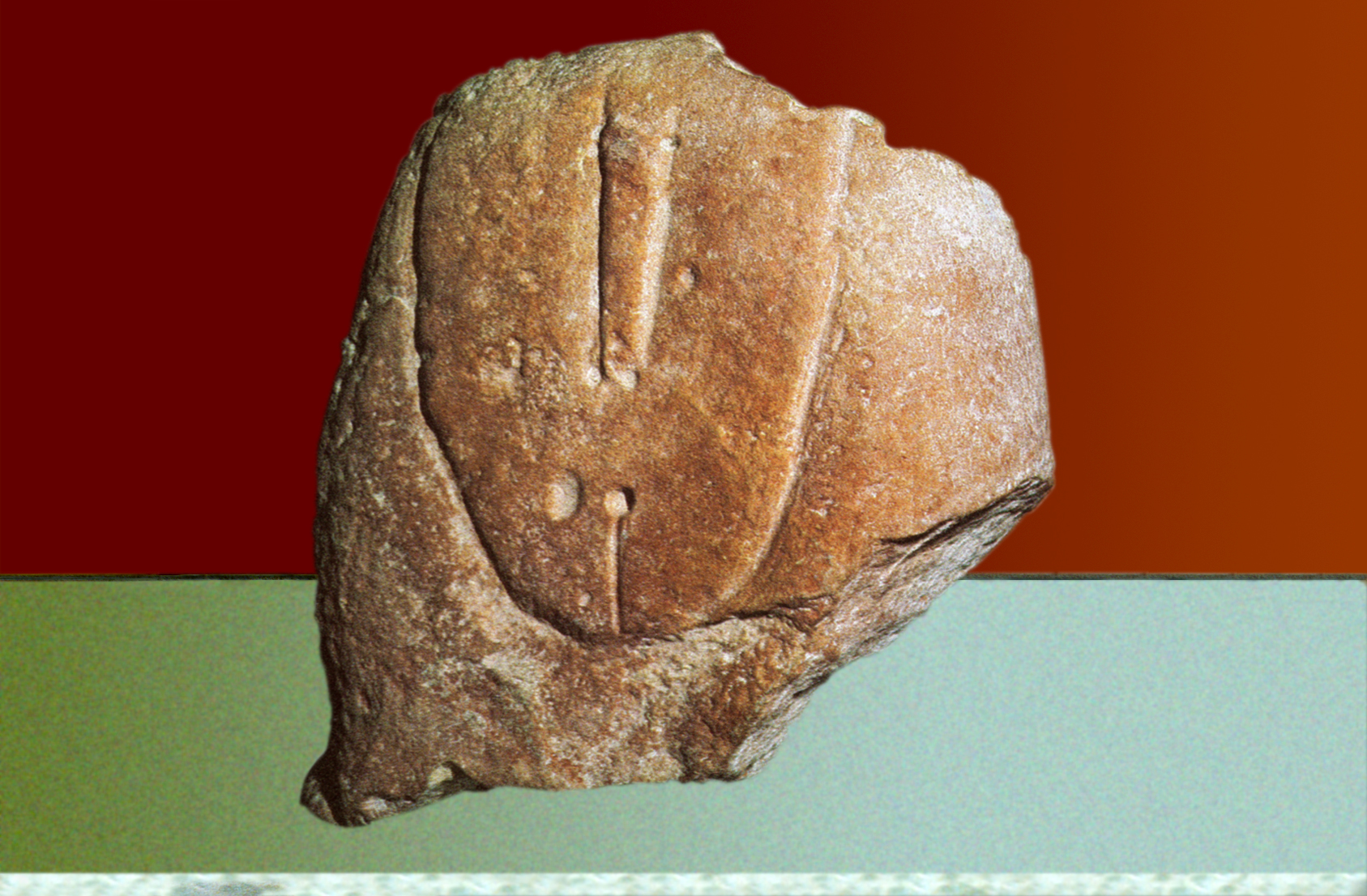
Tête anthropomorphe de Żebbuġ (Musée national d'archéologie de La Valette).

- Hypogée préhistorique : ensemble de tombes en puits creusées dans le calcaire ; le site a donné son nom à la première phase (4100-3800 av. J.-C.) de la période des temples (4100-2500 av. J.-C.). C'est de la tombe 5 de Żebbuġ qu'a été découvert une tête anthropomorphe stylisée très caractéristique.
- La tour de guet du Wied Qirda (fin XVIe siècle)
- L'église Saint-Roch (1593)
- L'église Notre-Dame-de-Grâce (1621)
- Les deux églises de l'Assomption (1683 et 1723)
- L'église de la Visitation (1675)
- L'église de l'Annonciation (1693-1699)
- La chapelle Notre-Dame-des-Douleurs (1722)
- L'église Notre-Dame-des-Abandonnés (1758)
- La villa Buleben et le giardino Azzopardi (1758)
- L'arc de Rohan (1776)

### Personnes notables
- Dun Mikiel Xerri (en) (1737-1799), patriote maltais
- Francesco Saverio Caruana (1759-1847), patriote et évêque maltais
- Mikiel Anton Vassalli (1764-1829), père de la langue maltaise
- Lazzaro Pisani (1854-1932), peintre
- Dun Karm Psaila (1871-1961), poète national
- Antonio Sciortino (1879-1947), sculpteur
- Frans Sammut (1945-2011), romancier, essayiste
- Alfred Chircop (1933-), peintre abstrait

## Jumelages
Agira (Italie)